# Гендерний нагляд
Гендерний нагляд або гендерне поліціювання (англ. gender policing) — це примус людей до дотримання гендерних норм, до прояву прийнятого в суспільстві гендерного самовираження, нав'язування гендерних установок та санкції за непокору всьому переліченому.

## Суть явища
Часто батьки наражають на це явище своїх дітей. Нерідко від хлопчика, що виявляє фемінні риси, вимагають припинити подібну поведінку, аж до насильства.
Також гендерний нагляд відіграє велику роль у шкільному цькуванні.
Дослідження показують негативний вплив гендерного нагляду на психічне здоров'я, незалежно від того, здійснювався він через фізичне насильство чи ні. Так, згідно з дослідженням чоловіків, що належать до секс-меншин, ті чоловіки, чиї батьки вимагали від них в дитинстві припинити поводитися жіночно, мали вищі показники депресії, тривоги, алкоголізму.

## Додаткова література
- Hoskin R. A. Femmephobia: The role of anti-femininity and gender policing in LGBTQ+ people's experiences of discrimination // Sex Roles. — 2019. — Т. 81. — №. 11. — С. 686—703.
- C. J. Pascoe and Lauren Charles Stewart. Policing Masculinities and Femininities // The SAGE encyclopedia of LGBTQ studies. — SAGE publications, 2016. — С. 859—862